# Synergistischer Streit
Der Synergistische Streit (altgriech. synergetikos „mitwirkend“) ist eine der nachreformatorischen Streitigkeiten in Deutschland und wurde 1556–1560/61 zwischen den Gnesiolutheranern und den Philippisten geführt. In Übereinstimmung mit dem späten Philipp Melanchthon vertraten Johann Pfeffinger und Victorin Strigel die Auffassung, dass der menschliche Wille bei der Bekehrung mitwirke. Die Gnesiolutheraner, angeführt von Matthias Flacius, beharrten unter Berufung auf Luthers De servo arbitrio darauf, dass der natürliche Mensch hinsichtlich seines Heiles keinen freien Willen mehr habe und wie ein „Klotz und Stein“ (truncus et lapis) sei, so dass er ganz auf die Gnade Gottes angewiesen sei. Zur Schlichtung des Streits sollte die so genannte Weimarer Disputation dienen, bei der auf Initiative Herzogs Johann Friedrich des Mittleren im August 1560 Flacius und Strigel im Weimarer Schloss diskutierten.
Die Konkordienformel verwarf in Artikel II die Lehre der Philippisten und unterstrich, der natürliche Mensch habe nicht die Fähigkeit, sich der Gnade zuzuwenden. Sie widersprach aber ebenso den radikalen Aussagen Flacius’, die Erbsünde sei die Natur oder das Wesen des Menschen, sondern sah den Christen durch die Gnade zu einer eigenen Willensentscheidung befähigt. 
Als synergistische Theologie wird auch generell die Auffassung bezeichnet, Gott und Mensch wirkten bei dem Heil des Menschen zusammen und es sei nicht allein Ergebnis der Gnade Gottes.